# Abraham Löf
Abraham Natanael Löf, född den 3 november 1885 i Helgums församling, Västernorrlands län, död den 28 november 1942 i Visby, var en svensk ämbetsman. 
Löf avlade juris kandidatexamen vid Uppsala universitet 1910. Han blev andre länsnotarie i Västernorrlands län 1916, förste länsnotarie där 1917 och länsassessor i Gävleborgs län 1923. Löf var landssekreterare i Gotlands län från 1934 till sin död. Han blev riddare av Vasaorden 1932 och av Nordstjärneorden 1939. Löf vilar på Östra kyrkogården i Visby.